# Дэвенпорт, Гарольд
Га́рольд Дэ́венпорт (или Да́венпорт, англ. Harold Davenport, 1907—1969) — английский математик, ученик Литтлвуда. Внёс значительный вклад в теорию чисел, особенно в аналитическую теорию диофантовых уравнений и алгебраическую теорию чисел.
Член Лондонского королевского общества (с 1940 года), лауреат Медали Сильвестра (1967, «в знак признания его обширного выдающегося вклада в теорию чисел»). Президент Лондонского математического общества в 1957—1959 годах, лауреат «Премии Бервика» (1954).

## Биография и научная деятельность
Родился в 1907 году в английской деревне Ханкоут вблизи Аккрингтона, Ланкашир в небогатой семье, родители трудились на местной мельнице. После успешного окончания гимназии (1924) Дэвенпорт получил две стипендии, позволившие одарённому юноше поступить в Манчестерский университет, где преподавали Луис Морделл и Артур Милн.
В 1927 году Дэвенпорт окончил университет с высшим отличием и, по совету Милна, поступил в кембриджский Тринити-колледж, где слушал лекции А. С. Безиковича, Ральфа Фаулера и виднейшего английского специалиста по теории чисел Джона Литтлвуда. Последний стал его научным руководителем. Среди друзей-студентов Дэвенпорта был Гарольд Коксетер.
Первые работы Дэвенпорта касались проблемы распределения квадратичных вычетов. Для обсуждения этой темы Дэвенпорт в 1932—1933 годы посетил немецких коллег в Марбурге и Гёттингене, в частности, признанного эксперта-алгебраиста Гельмута Хассе. Хассе ранее просил Морделла прислать ему молодого английского математика, чтобы освоить английский язык; заодно Дэвенпорт стал свободно говорить по-немецки. Другим результатом их совместных трудов стали соотношения Хассе — Дэвенпорта для сумм Гаусса. Дэвенпорт внёс свой вклад в проблему Варинга — доказал, что каждое достаточно большое число представляет собой сумму не более шестнадцати четвёртых степеней.

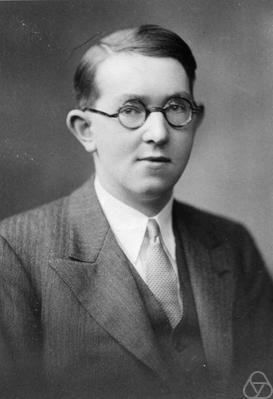
В 1931 году

Вернувшись в Великобританию, Дэвенпорт по приглашению Морделла получил кафедру в родном Манчестерском университете (1937), где занялся двумя проблемными на тот момент темами —  диофантовыми приближениями и геометрией чисел. Значительный вклад Дэвенпорт внёс и в другие темы — оценка тригонометрических сумм и сумм характеров в конечных полях. Его труды оказали особенное влияние на современную алгебраическую теорию чисел.
Позже он был профессором Уэльского университета (1941), Университетского колледжа Лондона (1945), Стэнфордского университета (Калифорния, 1947—1948), С 1958 года он снова в Кембридже и оставался там до своей смерти (1969) от рака лёгких. Заядлый курильщик, он несколько раз пытался бросить курить, но так и не смог это сделать.
Дэвенпорт был женат на Энн Лофтхаус (Anne Lofthouse), которую встретил в Университетском колледже северного Уэльса в 1944 году (она работала на «факультете современных языков»). У них родились двое сыновей, Ричард и Джеймс.
В 1950 году Дэвенпорт был приглашённым докладчиком на Международном конгрессе математиков (Кембридж), а на Конгрессе 1966 года был членом Комитета по присуждению медали Филдса.

## Память
Имя учёного носит ряд математических понятий и теорем, в том числе:
- Последовательность Дэвенпорта — Шинцеля.
- Соотношения Хассе — Дэвенпорта[англ.].
- Теорема Дэвенпорта — Шмидта.
- Теорема Барбана — Дэвенпорта — Хальберштама[англ.].
- Теорема Коши — Дэвенпорта.

## Книги
Дэвенпорт — автор около 200 книг и статей. Основные его книги переиздаются до сих пор и переведены на многие языки мира.
- The Higher Arithmetic: An Introduction to the Theory of Numbers (1952)[9].
- Analytic methods for Diophantine equations and Diophantine inequalities (1962)
- Multiplicative number theory (1967)[10]

Посмертный четырёхтомный сборник избранных трудов Дэвенпорта:
- The collected works of Harold Davenport (1977) in four volumes, edited by B. J. Birch, H. Halberstam, C. A. Rogers[11]

### Русские переводы
- Дэвенпорт Г. Высшая арифметика. Введение в теорию чисел. М.: Наука, 1965. 176 с.
  - Переиздание: Введение в теорию чисел. Вузовская книга, 2008, ISBN 978-5-9502-0243-8.
- Дэвенпорт Г. Мультипликативная теория чисел. М.: Наука, 1971. 190 с.